# مهندی (فیلم ۱۹۹۸)
مهندی (به هندی: Mehndi) فیلمی محصول سال ۱۹۹۸ و به کارگردانی حمید علی است. در این فیلم بازیگرانی همچون فراز خان، رانی موکرجی، شاکتی کاپور، هیمانی شیوپوری، آسرانی ایفای نقش کرده‌اند.